# هلال بن أحوز
أبو بشير هلال بن أحوز بن أربد المازني التميمي (63 هـ - 120 هـ / 683م - 738م) أمير، وقائد عسكري من القادة الشجعان الأبطال في الدولة الأموية، شارك في القضاء على الخوارج في عهد الخليفة سليمان بن عبد الملك، كما قضاء على ثورة بني المهلب وتمردهم وقتلهم في عهد الخليفة يزيد بن عبد الملك، قال خير الدين الزركلي: «هلال بن أحوز المازني التميمي قائد من الشجعان القساة». وشقيقه هو القائد سلم بن أحوز الذي قتل الجهم بن صفوان صاحب الجهمية وهو من القادة الشجعان الأبطال أيضاً. وكان هلال مقرباً من الخلفاء الأمويين ومن قادتهم الشجعان الأبطال ومرض وتوفي في دمشق عام 120 هـ وصلى عليه الخليفة الأموي هشام بن عبد الملك وله عقب في خراسان والبصرة قال البلاذري: «كان هلال بن أحوز يُكَنى بأبي بشير، ومات في الشام فصلى عليه هشام بن عبد الملك وله ولد بالبصرة وبعض ولده في خراسان».

## نسبه
هو هلال بن أحوز بن أربد بن محرز بن لأي بن سمير بن ضباري بن حجية بن كابية بن حرقوص بن مازن بن مالك بن عمرو بن تميم بن مر المازني العمروي التميمي يُكَنى بأبي بشير.

## أخباره وسيرته
كان هلال بن أحوز من القادة الشجعان في عهد خلفاء بني أمية، وقد إعتمد عليه عدد من الخلفاء الأمويين في هزيمة خصومهم من الخوارج والولاة المتمردين، وممن إعتمد عليه الخليفة سليمان بن عبد الملك وعمر بن عبد العزيز ويزيد بن عبد الملك وكان عظيم القدر في الدولة الأموية، وقد كلفه الخليفة عمر بن عبد العزيز بقتال الخارجي بسطام اليشكري في الموصل، كما كلفه الخليفة يزيد بن عبد الملك بالقضاء على ثورة يزيد بن المهلب فشهد معركة العقر مع مسلمة بن عبد الملك، ثم تولى مطاردة فلول أنصار يزيد الهاربة وقضى عليهم في معركة قندابيل قال ياقوت الحموي: «قندابيل مدينة بالسند وهي قصبة لولاية يُقَال لها النّدهة، وكانت فيها وقعة لهلال بن أحوز التميمي على آل المهلب». وقال البلاذري: «هرب بنو المهلب إلى السند في أيام يزيد بن عبد الملك، فوجه إليهم هلال بن أحوز التميمي فلقيهم وقتل مدرك بن المهلب بقندابيل، وقتل المفضل وعبد الملك وزياد ومروان ومعاوية بنو المهلب وقتل معهم معاوية بن يزيد بن المهلب في أخرين».

## مدح الشعراء له
قال الفرزدق في مدح هلال بن أحوز :
جدعت عرانين المزون فلا أرى
أذل وأخزى منهم حين صرعوا
وحملت أعجاز البغال رؤوسهم
محذفة في كل بيداء تـلـمـع
جماجم أشياخ كـأن لـحـاهـم
ثعالب موتى أو ثعام مـتـرع
وقال ذوالرمة في مدح هلال بن أحوز :
حنَّتْ إلى نعمِ الدَّهنا فقلتُ لها
أمّي هلالاً على التَّوفيقِ والرَّشدِ
الَوَاهِبَ الْمائَة َ الْجُرْجُورَ حَانِيَةً
عَلَى الرّبَاعِ إِذَا مَا ضُنَّ بِالسبد
وَالتَّارِكَ الْقِرْنَ مُصْفَراً أَنَامِلُهُ
في صدرهِ قصدة منْ عاملٍ صردِ
والقائدَ الخيلَ يمطو منْ أعنَّتها
إجذامُ سيرٍ إلى الأعداءِ منجردِ
حَتَّى يئضن كَأَمْثَالِ الْقنا ذَبلَت
منْها طَرائق لَدنَات عَلَى أَوَدِ
رَفَعْتَ مَجْدَ تَمِيمٍ يَا هِلالَ لَهَا
رفعَ الطِّرافِ إلى العلياءِ بالعمدِ
حتى نساء تميم وهي نآئية
بقلّة الحزن فالصمّان فالعقد
لو يستطعنَ إذا نابتكَ مجحفة
فدينكَ الموتَ بالآباء والولدِ
وقال جرير يمدحه:
أقول لها من ليلة ليس طولـهـا
كطول الليالي: لَيْتَ صُبْحك نَوَّرا
أخاف على نفسي ابن أحوز إنه
جلا كل هَمٍّ في النفوس فأسفرَا
تركت بقبر للخـيار ومـالـك
وقبر عدي في المقابر أقبـرا
وأدرك ثار المسمعين بسـيفـه
وأغضب في قتل الخيار فأنكرا

## المرجع
1. ↑  خير الدين الزركلي (2002)، الأعلام: قاموس تراجم لأشهر الرجال والنساء من العرب والمستعربين والمستشرقين (ط. 15)، بيروت: دار العلم للملايين، ج. الثامن، ص. 90، OCLC:1127653771، QID:Q113504685
2. ↑  الأعلام، خير الدين الزركلي، دار العلم للملايين 2002، ج 8 ص 90
3. ↑  العقد الفريد، ابن عبد ربه الأندلسي، دار الكتب العلمية - بيروت، ج 3 ص 298
4. ↑  أنساب الأشراف، أحمد بن يحيى البلاذري، دار الفكر - بيروت 1417 هـ، ج 13 ص 42
5. ↑  جمهرة النسب، هشام بن محمد الكلبي، عالم الكتب - بيروت 1407 هـ، ص 262
6. ↑  معجم البلدان، ياقوت الحموي، دار صادر - بيروت 1995، ج 4 ص 402
7. ↑  فتوح البلدان، أحمد بن يحيى البلاذري، دار ومكتبة الهلال - بيروت 1988، ص 425